# 梅维尔
梅维尔（法語：Merville，法語發音：[mɛʁvil] ⓘ）是法国上法兰西大区北部省的一个市镇，位于该省西北部，属于敦刻尔克区。

## 地理
梅维尔（50°38'38"N, 2°38'25"E）面积26.96 平方千米，位于法国上法蘭西大區北部省，该省份为法国最北部的省份及最长的省份，西北濒北海，西接加来海峡省，南至埃纳省和索姆省，东与比利时接壤。
与梅维尔接壤的市镇（或旧市镇、城区）包括：旧贝尔坎、莱特雷姆、圣弗洛里斯、利斯河畔卡洛讷、埃泰尔、拉戈尔格、阿韦尔凯尔克、莫尔贝克、新贝尔坎。

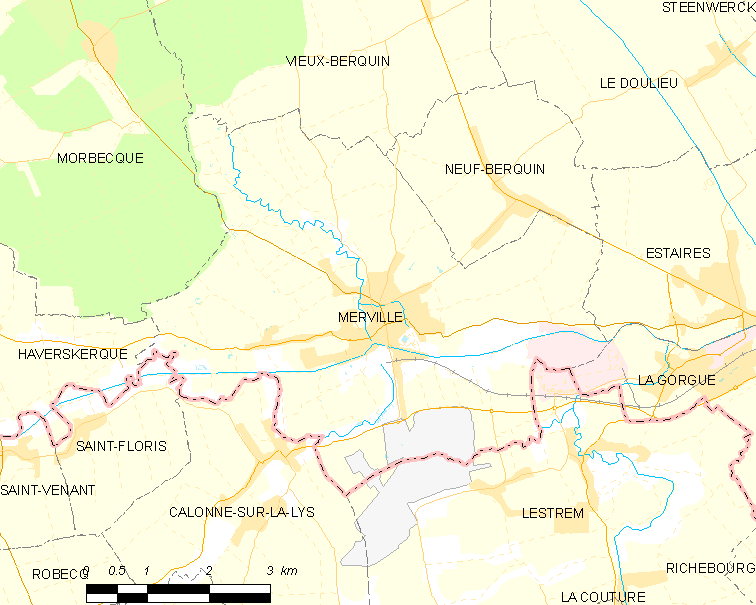
梅维尔的OSM定位图

梅维尔的时区为UTC+01:00、UTC+02:00（夏令时）。

## 行政
梅维尔的邮政编码为59660，INSEE市镇编码为59400。

## 政治
梅维尔所属的省级选区为阿兹布鲁克县。

## 人口

1962-2008年间梅维尔人口变化图示

梅维尔于2022年1月1日时的人口数量为9729人。